# Liste weiblicher Staatsoberhäupter und Regierungschefs

Staaten, die ein weibliches Staatsoberhaupt oder eine Regierungschefin haben oder in der Vergangenheit hatten; Stand: Januar 2023

Diese Liste weiblicher Staatsoberhäupter und Regierungschefs enthält Frauen, die durch Wahl oder Ernennung zu einem führenden Staatsamt gekommen sind (Staatsoberhaupt, Regierungschef).
Zu königlichen Amtsträgerinnen siehe die Liste von Herrscherinnen und Regentinnen.

## Derzeitige Situation
26 von 193 (13,5 %) Staaten, die Vollmitglied der Vereinten Nationen sind, haben (Stand: 6. September 2022) ein weibliches Staatsoberhaupt oder/und eine Regierungschefin im Amt. Zählt man die beiden Beobachtermitglieder der Vereinten Nationen und 9 von einigen UN-Mitgliedern anerkannte Staaten hinzu, dann haben 28 der 204 (13,7 %) Staaten der Erde ein weibliches Staatsoberhaupt oder/und eine Regierungschefin. Im Januar 2017 lebten von den 7,336 Mrd. Menschen 147 Mio. (2 %) in Staaten mit weiblichem Staatsoberhaupt und 487 Mio. (6,6 %) in Ländern mit weiblichen Staatsoberhäuptern oder/und Regierungschefin.

## Weibliche Staatsoberhäupter von Republiken
| Name                           | Land                            | Amt                                                                                       | Amtszeit                 | Anmerkung |
| ------------------------------ | ------------------------------- | ----------------------------------------------------------------------------------------- | ------------------------ | --- |
| Chertek Antschimaa             | Tuwinische Volksrepublik        | Parlamentspräsidentin                                                                     | 1940–1944                | |
| Süchbaataryn Jandschmaa        | Mongolische Volksrepublik       | Präsidentin amt.                                                                          | 1953–1954                | Witwe von Damdin Süchbaatar |
| Song Qingling                  | Volksrepublik China             | Vorsitzende der Volksrepublik China amt. Vorsitzende des NPCSC amt. Ehrenpräsidentin ern. | 1968–1972 1976–1978 1981 | Witwe von Sun Yat-sen |
| Isabel Perón                   | Argentinien                     | Präsidentin amt.                                                                          | 1974–1976                | Witwe von Juan Perón |
| Lidia Gueiler                  | Bolivien                        | Präsidentin amt.                                                                          | 1979–1980                | |
| Vigdís Finnbogadóttir          | Island                          | Präsidentin                                                                               | 1980–1996                | erstes demokratisch gewähltes weibliches Staatsoberhaupt weltweit                                                                  |
| Maria Pedini Angelini          | San Marino                      | Co-Regentin                                                                               | 1981                     | |
| Agatha Barbara                 | Malta                           | Präsidentin                                                                               | 1982–1987                | |
| Gloriana Ranocchini            | San Marino                      | Co-Regentin                                                                               | 1984 1989–1990           | |
| Carmen Pereira                 | Guinea-Bissau                   | Präsidentin amt.                                                                          | 1984                     | |
| Corazón Aquino                 | Philippinen                     | Präsidentin                                                                               | 1986–1992                | Witwe von Benigno Aquino |
| Ertha Pascal-Trouillot         | Haiti                           | Präsidentin amt.                                                                          | 1990–1991                | |
| Sabine Bergmann-Pohl           | Deutsche Demokratische Republik | Volkskammer-Präsidentin                                                                   | 1990                     | in Vertretung des (nicht mehr gewählten) Staatsratsvorsitzenden                                                                    |
| Violeta Chamorro               | Nicaragua                       | Präsidentin                                                                               | 1990–1996                | |
| Mary Robinson                  | Irland                          | Staatspräsidentin                                                                         | 1990–1997                | |
| Edda Ceccoli                   | San Marino                      | Co-Regentin                                                                               | 1991–1992                | |
| Patrizia Busignani             | San Marino                      | Co-Regentin                                                                               | 1993                     | |
| Chandrika Kumaratunga          | Sri Lanka                       | Präsidentin                                                                               | 1994–2005                | Tochter von Sirimavo Bandaranaike                                                                                                  |
| Ruth Perry                     | Liberia                         | Staatsratsvorsitzende amt.                                                                | 1996–1997                | |
| Rosalía Arteaga                | Ecuador                         | Präsidentin amt.                                                                          | 1997                     | |
| Janet Jagan                    | Guyana                          | Präsidentin ern.                                                                          | 1997–1999                | Witwe von Cheddi Jagan |
| Mary McAleese                  | Irland                          | Staatspräsidentin                                                                         | 1997–2011                | |
| Rosa Zafferani                 | San Marino                      | Co-Regentin                                                                               | 1999 2008                | |
| Mireya Moscoso                 | Panama                          | Präsidentin                                                                               | 1999–2004                | Witwe von Arnulfo Arias |
| Vaira Vīķe-Freiberga           | Lettland                        | Präsidentin                                                                               | 1999–2007                | 2003 vom Parlament für eine zweite Amtszeit gewählt                                                                                |
| Tarja Halonen                  | Finnland                        | Präsidentin                                                                               | 2000–2012                | |
| Maria Domenica Michelotti      | San Marino                      | Co-Regentin                                                                               | 2000                     | |
| Gloria Macapagal-Arroyo        | Philippinen                     | Präsidentin                                                                               | 2001–2010                | Tochter von Diosdado Macapagal |
| Megawati Sukarnoputri          | Indonesien                      | Präsidentin ern.                                                                          | 2001–2004                | Tochter von Sukarno |
| Valeria Ciavatta               | San Marino                      | Co-Regentin                                                                               | 2003–2004 2014           | |
| Nino Burdschanadse             | Georgien                        | Präsidentin amt.                                                                          | 2003–2004 2007–2008      | in Vertretung des Staatspräsidenten                                                                                                |
| Fausta Simona Morganti         | San Marino                      | Co-Regentin                                                                               | 2005                     | |
| Ellen Johnson-Sirleaf          | Liberia                         | Präsidentin                                                                               | 2006–2018                | |
| Michelle Bachelet              | Chile                           | Präsidentin                                                                               | 2006–2010 2014–2018      | |
| Pratibha Patil                 | Indien                          | Staatspräsidentin                                                                         | 2007–2012                | |
| Cristina Fernández de Kirchner | Argentinien                     | Staatspräsidentin                                                                         | 2007–2015                | Ehefrau von Néstor Kirchner wurde als erste südamerikanische Präsidentin wiedergewählt Vizepräsidentin 2019–2023                   |
| Assunta Meloni                 | San Marino                      | Co-Regentin                                                                               | 2008–2009                | |
| Dalia Grybauskaitė             | Litauen                         | Präsidentin                                                                               | 2009–2019                | wurde als erste litauische Präsidentin und 2014 für eine zweite Amtszeit gewählt                                                   |
| Laura Chinchilla               | Costa Rica                      | Staatspräsidentin                                                                         | 2010–2014                | |
| Rosa Otunbajewa                | Kirgisistan                     | Staatspräsidentin amt.                                                                    | 2010–2011                | |
| Dilma Rousseff                 | Brasilien                       | Staatspräsidentin                                                                         | 2011–2016                | des Amtes enthoben |
| Maria Luisa Berti              | San Marino                      | Co-Regentin                                                                               | 2011 2022–2023           | |
| Atifete Jahjaga                | Kosovo                          | Präsidentin                                                                               | 2011–2016                | |
| Monique Ohsan Bellepeau        | Mauritius                       | Übergangspräsidentin                                                                      | 2012                     | |
| Slavica Đukić Dejanović        | Serbien                         | Präsidentin                                                                               | 2012                     | |
| Joyce Banda                    | Malawi                          | Präsidentin                                                                               | 2012–2014                | |
| Denise Bronzetti               | San Marino                      | Co-Regentin                                                                               | 2012–2013 seit 2025      | |
| Park Geun-hye                  | Südkorea                        | Präsidentin                                                                               | 2013–2017                | wurde am 9. Dezember 2016 vom Amt suspendiert und am 10. März 2017 durch das Verfassungsgericht ihres Amtes enthoben               |
| Antonella Mularoni             | San Marino                      | Co-Regentin                                                                               | 2013                     | |
| Anna Maria Muccioli            | San Marino                      | Co-Regentin                                                                               | 2013–2014                | |
| Catherine Samba-Panza          | Zentralafrikanische Republik    | Präsidentin                                                                               | 2014–2016                | |
| Marie Louise Coleiro Preca     | Malta                           | Präsidentin                                                                               | 2014–2019                | |
| Kolinda Grabar-Kitarović       | Kroatien                        | Präsidentin                                                                               | 2015–2020                | |
| Ameenah Gurib                  | Mauritius                       | Präsidentin                                                                               | 2015–2018                | Rücktritt nach einem Korruptionsskandal                                                                                            |
| Lorella Stefanelli             | San Marino                      | Co-Regentin                                                                               | 2015–2016                | |
| Bidhya Devi Bhandari           | Nepal                           | Präsidentin                                                                               | 2015–2023                | Witwe von Madan Kumar Bhandari |
| Hilda Heine                    | Marshallinseln                  | Präsidentin                                                                               | 2016–2020 seit 2024      | |
| Tsai Ing-wen                   | Republik China                  | Präsidentin                                                                               | 2016–2024                | |
| Doris Bures                    | Österreich                      | Nationalratspräsidentin amt.                                                              | 2016–2017                | als Nationalratspräsidentin die Amtsgeschäfte des Präsidenten mit ihren beiden Stellvertretern als Kollegium kommissarisch leitend |
| Kersti Kaljulaid               | Estland                         | Präsidentin                                                                               | 2016–2021                | |
| Vanessa D’Ambrosio             | San Marino                      | Co-Regentin                                                                               | 2017                     | |
| Mimma Zavoli                   | San Marino                      | Co-Regentin                                                                               | 2017                     | |
| Halimah Yacob                  | Singapur                        | Präsidentin                                                                               | 2017–2023                | |
| Paula Mae Weekes               | Trinidad und Tobago             | Präsidentin                                                                               | 2018–2023                | |
| Đặng Thị Ngọc Thịnh            | Vietnam                         | Präsidentin amt.                                                                          | 2018                     | |
| Sahle-Work Zewde               | Äthiopien                       | Präsidentin                                                                               | 2018–2024                | |
| Salome Surabischwili           | Georgien                        | Präsidentin                                                                               | seit 2018                | Amtsinhaber seit 2024 umstritten                                                                                                   |
| Zuzana Čaputová                | Slowakei                        | Präsidentin                                                                               | 2019–2024                | |
| Mariella Mularoni              | San Marino                      | Co-Regentin                                                                               | 2019–2020                | |
| Jeanine Áñez                   | Bolivien                        | Präsidentin amt.                                                                          | 2019–2020                | Interimspräsidentin nach dem Rücktritt von Evo Morales                                                                             |
| Katerina Sakellaropoulou       | Griechenland                    | Präsidentin                                                                               | 2020–2025                | |
| Grazia Zafferani               | San Marino                      | Co-Regentin                                                                               | 2020                     | |
| Vjosa Osmani                   | Kosovo                          | Präsidentin                                                                               | 2020–2021 seit 2021      | erste Amtszeit nur interimsweise nach dem Rücktritt von Hashim Thaçi, zweite Amtszeit als gewählte Präsidentin                     |
| Maia Sandu                     | Republik Moldau                 | Präsidentin                                                                               | seit 2020                | zuvor Premierministerin |
| Samia Suluhu Hassan            | Tansania                        | Präsidentin                                                                               | seit 2021                | |
| Sandra Mason                   | Barbados                        | Präsidentin                                                                               | seit 2021                | zuvor Generalgouverneurin |
| Radscha Nikula                 | Sudan                           | Mitglied des Souveränen Rat                                                               | seit 2021                | ziviles Mitglied des Souveränen Rats, des kollektiven Übergangsstaatsoberhaupts des Sudan                                          |
| Xiomara Castro                 | Honduras                        | Präsidentin                                                                               | seit 2022                | |
| Katalin Novák                  | Ungarn                          | Präsidentin                                                                               | 2022–2024                | |
| Draupadi Murmu                 | Indien                          | Staatspräsidentin                                                                         | seit 2022                | |
| Željka Cvijanović              | Bosnien und Herzegowina         | Vorsitzende des Staatspräsidiums rot.                                                     | 2022–2023                | |
| Dina Boluarte                  | Peru                            | Präsidentin                                                                               | seit 2022                | |
| Nataša Pirc Musar              | Slowenien                       | Präsidentin                                                                               | seit 2022                | |
| Võ Thị Ánh Xuân                | Vietnam                         | Präsidentin amt.                                                                          | 2023 2024                | |
| Christine Kangaloo             | Trinidad und Tobago             | Präsidentin                                                                               | seit 2023                | |
| Adele Tonnini                  | San Marino                      | Co-Regentin                                                                               | 2023                     | |
| Sylvanie Burton                | Dominica                        | Präsidentin                                                                               | seit 2023                | |
| Claudia Rodríguez de Guevara   | El Salvador                     | Präsidentin amt.                                                                          | 2023–2024                | designiert zur Übernahme der Befugnisse des Präsidenten nach dem Rücktritt von Nayib Bukele                                        |
| Myriam Spiteri Debono          | Malta                           | Präsidentin                                                                               | seit 2024                | |
| Gordana Siljanovska-Davkova    | Nordmazedonien                  | Präsidentin                                                                               | seit 2024                | |
| Halla Tómasdóttir              | Island                          | Präsidentin                                                                               | seit 2024                | |
| Claudia Sheinbaum Pardo        | Mexiko                          | Präsidentin                                                                               | seit 2024                | |
| Netumbo Nandi-Ndaitwah         | Namibia                         | Präsidentin                                                                               | seit 2025                | |
| Name                           | Land                            | Amt                                                                                       | Amtszeit                 | Anmerkung |

## Regierungschefinnen
(mit Regierungsbildungsaufgaben)
| Name                           | Land                         | Amt                           | Amtszeit                      | Anmerkung |
| ------------------------------ | ---------------------------- | ----------------------------- | ----------------------------- | --- |
| Sirimavo Bandaranaike          | Sri Lanka                    | Ministerpräsidentin           | 1960–1965 1970–1977 1994–2000 | Witwe von S. W. R. D. Bandaranaike, Mutter von Chandrika Kumaratunga                                         |
| Indira Gandhi                  | Indien                       | Ministerpräsidentin           | 1966–1977 1980–1984           | Tochter von Jawaharlal Nehru                                                                                 |
| Golda Meïr                     | Israel                       | Ministerpräsidentin           | 1969–1974                     | |
| Élisabeth Domitién             | Zentralafrikanische Republik | Ministerpräsidentin ern.      | 1975–1976                     | Ernennung durch Präsident Jean-Bédel Bokassa                                                                 |
| Margaret Thatcher              | Großbritannien               | Premierministerin             | 1979–1990                     | |
| Maria de Lourdes Pintasilgo    | Portugal                     | Ministerpräsidentin           | 1979–1980                     | |
| Eugenia Charles                | Dominica                     | Ministerpräsidentin           | 1980–1995                     | |
| Gro Harlem Brundtland          | Norwegen                     | Ministerpräsidentin           | 1981 1986–1989 1990–1996      | |
| Milka Planinc                  | Jugoslawien                  | Ministerpräsidentin ern.      | 1982–1986                     | |
| Benazir Bhutto                 | Pakistan                     | Ministerpräsidentin           | 1988–1990 1993–1996           | Tochter von Zulfikar Ali Bhutto                                                                              |
| Kazimiera Prunskienė           | Litauen                      | Ministerpräsidentin           | 1990–1991                     | |
| Khaleda Zia                    | Bangladesch                  | Ministerpräsidentin           | 1991–1996 2001–2006           | Witwe von Ziaur Rahman                                                                                       |
| Édith Cresson                  | Frankreich                   | Premierministerin ern.        | 1991–1992                     | Ernennung durch Präsident François Mitterrand                                                                |
| Hanna Suchocka                 | Polen                        | Premierministerin             | 1992–1993                     | an einem Misstrauensvotum gescheitert, später Justizministerin und Generalstaatsanwältin                     |
| Kim Campbell                   | Kanada                       | Premierministerin             | 1993                          | |
| Tansu Çiller                   | Türkei                       | Ministerpräsidentin           | 1993–1996                     | |
| Sylvie Kinigi                  | Burundi                      | Ministerpräsidentin amt.      | 1993–1994                     | |
| Marita Petersen                | Färöer                       | Ministerpräsidentin           | 1993–1994                     | |
| Agathe Uwilingiyimana          | Ruanda                       | Ministerpräsidentin ern.      | 1993–1994                     | |
| Chandrika Kumaratunga          | Sri Lanka                    | Ministerpräsidentin           | 1994                          | Tochter von Sirimavo Bandaranaike                                                                            |
| Reneta Indschowa               | Bulgarien                    | Ministerpräsidentin amt.      | 1994–1995                     | |
| Claudette Werleigh             | Haiti                        | Ministerpräsidentin           | 1995–1996                     | |
| Hasina Wajed                   | Bangladesch                  | Ministerpräsidentin           | 1996–2001 2009–2024           | Tochter von Mujibur Rahman, Rücktritt nach Protesten                                                         |
| Janet Jagan                    | Guyana                       | Ministerpräsidentin ern.      | 1997                          | Frau von Cheddi Jagan                                                                                        |
| Anne Enger                     | Norwegen                     | Ministerpräsidentin amt.      | 1998                          | kommissarische Amtsübernahme in Vertretung für Kjell Magne Bondevik                                          |
| Jenny Shipley                  | Neuseeland                   | Premierministerin             | 1997–1999                     | |
| Irena Degutienė                | Litauen                      | Ministerpräsidentin amt.      | 1999                          | zwei kurze Amtszeiten                                                                                        |
| Njam-Osoryn Tujaa              | Mongolei                     | Ministerpräsidentin amt.      | 1999                          | |
| Helen Clark                    | Neuseeland                   | Premierministerin             | 1999–2008                     | |
| Mame Madior Boye               | Senegal                      | Ministerpräsidentin ern.      | 2001–2002                     | |
| Chang Sang                     | Südkorea                     | Ministerpräsidentin amt.      | 2002                          | |
| Maria das Neves                | São Tomé und Príncipe        | Ministerpräsidentin ern.      | 2002–2004                     | |
| Anneli Jäätteenmäki            | Finnland                     | Ministerpräsidentin           | 2003                          | |
| Beatriz Merino                 | Peru                         | Premierministerin             | 2003                          | |
| Radmila Šekerinska             | Mazedonien                   | Ministerpräsidentin amt.      | 2004                          | zwei kurze Amtszeiten                                                                                        |
| Luísa Diogo                    | Mosambik                     | Ministerpräsidentin ern.      | 2004–2010                     | |
| Julija Tymoschenko             | Ukraine                      | Ministerpräsidentin ern.      | 2005 2007–2010                | |
| Maria do Carmo Silveira        | São Tomé und Príncipe        | Ministerpräsidentin ern.      | 2005–2006                     | |
| Angela Merkel                  | Deutschland                  | Bundeskanzlerin               | 2005–2021                     | |
| Portia Simpson Miller          | Jamaika                      | Ministerpräsidentin           | 2006–2007 2012–2016           | |
| Han Myung-sook                 | Südkorea                     | Ministerpräsidentin           | 2006–2007                     | |
| Zinaida Greceanîi              | Moldau                       | Ministerpräsidentin           | 2008–2009                     | |
| Michèle Pierre-Louis           | Haiti                        | Ministerpräsidentin           | 2008–2009                     | |
| Jóhanna Sigurðardóttir         | Island                       | Ministerpräsidentin           | 2009–2013                     | |
| Jadranka Kosor                 | Kroatien                     | Ministerpräsidentin           | 2009–2011                     | |
| Kamla Persad-Bissessar         | Trinidad und Tobago          | Ministerpräsidentin           | 2010–2015 seit 2025           | |
| Mari Kiviniemi                 | Finnland                     | Ministerpräsidentin           | 2010–2011                     | |
| Julia Gillard                  | Australien                   | Ministerpräsidentin           | 2010–2013                     | |
| Iveta Radičová                 | Slowakei                     | Ministerpräsidentin           | 2010–2012                     | |
| Rosario Fernández              | Peru                         | Premierministerin             | 2011                          | |
| Cissé Mariam Kaïdama Sidibé    | Mali                         | Ministerpräsidentin           | 2011–2012                     | |
| Yingluck Shinawatra            | Thailand                     | Ministerpräsidentin           | 2011–2014                     | Schwester von Thaksin Shinawatra; abgesetzt durch Thailändisches Verfassungsgericht                          |
| Helle Thorning-Schmidt         | Dänemark                     | Ministerpräsidentin           | 2011–2015                     | |
| Adiato Diallo Nandigna         | Guinea-Bissau                | Ministerpräsidentin           | 2012                          | |
| Alenka Bratušek                | Slowenien                    | Ministerpräsidentin           | 2013–2014                     | |
| Aleqa Hammond                  | Grönland                     | Ministerpräsidentin           | 2013–2014                     | |
| Aminata Touré                  | Senegal                      | Ministerpräsidentin           | 2013–2014                     | |
| Sibel Siber                    | Nordzypern                   | Ministerpräsidentin           | 2013                          | Übergangsregierung                                                                                           |
| Erna Solberg                   | Norwegen                     | Ministerpräsidentin           | 2013–2021                     | Parlamentswahl 9. September 2013                                                                             |
| Laimdota Straujuma             | Lettland                     | Ministerpräsidentin           | 2014–2016                     | Ernennung durch Präsident Andris Berzins vom 7. Dezember 2015 bis zum 11. Februar 2016 nur kommissarisch     |
| Tatjana Michailowna Turanskaja | Transnistrien                | Premierministerin             | 2013–2015                     | |
| Cynthia Ligeard                | Neukaledonien                | Regierungspräsidentin         | 2014                          | |
| Ewa Kopacz                     | Polen                        | Premierministerin             | 2014–2015                     | vorher Gesundheitsministerin und Parlamentspräsidentin                                                       |
| Ana Jara                       | Peru                         | Premierministerin             | 2014–2015                     | des Amtes enthoben                                                                                           |
| Saara Kuugongelwa-Amadhila     | Namibia                      | Premierministerin             | 2015–2025                     | |
| Vasiliki Thanou-Christofilou   | Griechenland                 | Ministerpräsidentin amt.      | 2015                          | kommissarische Amtsübernahme                                                                                 |
| Beata Szydło                   | Polen                        | Premierministerin             | 2015–2017                     | trotz eines überstandenen Misstrauensvotums aus parteiinternen Gründen zurückgetreten                        |
| Theresa May                    | Großbritannien               | Premierministerin             | 2016–2019                     | |
| Aung San Suu Kyi               | Myanmar                      | Staatsberaterin               | 2016–2021                     | im Rahmen eines Militärputsches des Amtes enthoben                                                           |
| Ana Brnabić                    | Serbien                      | Ministerpräsidentin           | 2017–2024                     | Rücktritt aufgrund Wahl zur Präsidentin der serbischen Nationalversammlung                                   |
| Carrie Lam                     | Hongkong                     | Chefadministratorin           | 2017–2022                     | |
| Mercedes Aráoz                 | Peru                         | Premierministerin             | 2017–2018                     | |
| Jacinda Ardern                 | Neuseeland                   | Premierministerin             | 2017–2023                     | |
| Evelyn Wever-Croes             | Aruba                        | Premierministerin             | seit 2017                     | |
| Katrín Jakobsdóttir            | Island                       | Ministerpräsidentin           | 2017–2024                     | Rücktritt aufgrund Ankündigung zur Teilnahme an der Präsidentschaftswahl 2024                                |
| Viorica Dăncilă                | Rumänien                     | Ministerpräsidentin           | 2018–2019                     | |
| Mia Mottley                    | Barbados                     | Premierministerin             | seit 2018                     | |
| Brigitte Bierlein              | Österreich                   | Bundeskanzlerin               | 2019–2020                     | von Bundespräsident Alexander Van der Bellen als Bundeskanzlerin einer Übergangsregierung beauftragt         |
| Maia Sandu                     | Republik Moldau              | Ministerpräsidentin           | 2019                          | durch Misstrauensvotum abgewählt                                                                             |
| Mette Frederiksen              | Dänemark                     | Ministerpräsidentin           | seit 2019                     | |
| Sophie Wilmès                  | Belgien                      | Ministerpräsidentin           | 2019–2020                     | von König Philippe als geschäftsführende Ministerpräsidentin beauftragt                                      |
| Sanna Marin                    | Finnland                     | Ministerpräsidentin           | 2019–2023                     | zwischenzeitlich jüngstes Regierungsoberhaupt weltweit                                                       |
| Rose Christiane Raponda        | Gabun                        | Premierministerin             | 2020–2023                     | |
| Victoire Tomegah Dogbé         | Togo                         | Premierministerin             | seit 2020                     | |
| Ingrida Šimonytė               | Litauen                      | Premierministerin             | 2020–2024                     | |
| Violeta Bermúdez               | Peru                         | Premierministerin             | 2020–2021                     | |
| Kaja Kallas                    | Estland                      | Premierministerin             | 2021–2024                     | Rücktritt, um EU-Außenbeauftragte zu werden                                                                  |
| Maja Zkitischwili              | Georgien                     | Ministerpräsidentin amt.      | 2021                          | kommissarische Amtsübernahme nach dem Rücktritt von Giorgi Gacharia                                          |
| Naomi Mataʻafa                 | Samoa                        | Premierministerin             | seit 2021                     | |
| Natalia Gavrilița              | Republik Moldau              | Ministerpräsidentin           | 2021–2023                     | |
| Najla Bouden Romdhan           | Tunesien                     | Premierministerin             | 2021–2023                     | |
| Robinah Nabbanja               | Uganda                       | Premierministerin             | seit 2021                     | |
| Mirtha Vásquez                 | Peru                         | Premierministerin             | 2021–2022                     | |
| Magdalena Andersson            | Schweden                     | Staatsministerin              | 2021–2022                     | |
| Élisabeth Borne                | Frankreich                   | Premierministerin             | 2022–2024                     | |
| Liz Truss                      | Großbritannien               | Premierministerin             | 2022                          | |
| Giorgia Meloni                 | Italien                      | Präsidentin des Ministerrats  | seit 2022                     | |
| Betssy Chávez                  | Peru                         | Premierministerin             | 2022                          | |
| Borjana Krišto                 | Bosnien und Herzegowina      | Vorsitzende des Ministerrats  | seit 2023                     | |
| Manuela Roka Botey             | Äquatorialguinea             | Premierministerin             | 2023–2024                     | |
| Evika Siliņa                   | Lettland                     | Ministerpräsidentin           | seit 2023                     | |
| Judith Tuluka Suminwa          | Demokratische Republik Kongo | Premierministerin             | seit 2024                     | |
| Paetongtarn Shinawatra         | Thailand                     | Ministerpräsidentin           | seit 2024                     | Tochter von Thaksin Shinawatra und Nichte von Yingluck Shinawatra, seit dem 1. Juli 2025 vom Amt suspendiert |
| Harini Amarasuriya             | Sri Lanka                    | Premierministerin             | seit 2024                     | |
| Kristrún Frostadóttir          | Island                       | Ministerpräsidentin           | seit 2024                     | |
| Isabelle Berro                 | Monaco                       | Staatsministerin amt.         | seit 2025                     | |
| Raffaella Petrini              | Vatikanstadt                 | Präsidentin des Governatorats | seit 2025                     | |
| Sara Zaafarani                 | Tunesien                     | Premierministerin             | seit 2025                     | |
| Brigitte Haas                  | Liechtenstein                | Regierungschefin              | seit 2025                     | |
| Julija Swyrydenko              | Ukraine                      | Ministerpräsidentin           | seit 2025                     | |
| Name                           | Land                         | Amt                           | Amtszeit                      | Anmerkungen                                                                                                  |

## Direktoriumsvorsitzende
(ohne Regierungsbildungsaufgaben)
| Name                    | Land    | Amt                    | Amtszeit  | Anmerkung                 |
| ----------------------- | ------- | ---------------------- | --------- | ------------------------- |
| Ruth Dreifuss           | Schweiz | Bundespräsidentin pip. | 1999      |                           |
| Micheline Calmy-Rey     | Schweiz | Bundespräsidentin pip. | 2007 2011 |                           |
| Doris Leuthard          | Schweiz | Bundespräsidentin pip. | 2010 2017 |                           |
| Eveline Widmer-Schlumpf | Schweiz | Bundespräsidentin pip. | 2012      | Tochter von Leon Schlumpf |
| Simonetta Sommaruga     | Schweiz | Bundespräsidentin pip. | 2015 2020 |                           |
| Viola Amherd            | Schweiz | Bundespräsidentin pip. | 2024      |                           |
| Karin Keller-Sutter     | Schweiz | Bundespräsidentin pip. | 2025      |                           |
| Name                    | Land    | Amt                    | Amtszeit  | Anmerkungen               |

## Weibliche Vorsitzende von Exilregierungen
Die folgenden Exilregierungen werden bzw. wurden von einer Frau geleitet.
| Name            | Land                        | Amt                      | Amtszeit  | Anmerkung   |
| --------------- | --------------------------- | ------------------------ | --------- | ----------- |
| Ivonka Survilla | Weißrussische Volksrepublik | Präsidentin der Rada BNR | seit 1997 |             |
| Name            | Land                        | Amt                      | Amtszeit  | Anmerkungen |